# Barbara Jefford
Barbara Jefford (Plymstock, 26 luglio 1930 – 12 settembre 2020) è stata un'attrice britannica.
È nota soprattutto per le sue interpretazioni con la Royal Shakespeare Company, con la compagnia dell'Old Vic e con quella del Royal National Theatre. Al cinema, la si ricorda soprattutto per l'interpretazione del personaggio di Molly nel film Ulysses (1967), ispirato all'omonimo romanzo di James Joyce.

## Infanzia e giovinezza
Figlia di Elizabeth Mary Ellen e Percival Francis Jefford, crebbe nella West Country e frequentò la Weirfield School di Taunton, nel Somerset, prima della scuola di recitazione della Royal Academy of Dramatic Art, dove  vinse la Bancroft Gold Medal. Nel 1946, mentre era ancora studentessa, iniziò a ottenere piccole parti in produzioni radiofoniche, ma il vero debutto sul palcoscenico giunse nel 1949, quando interpretò la parte di Viola ne La dodicesima notte al Dolphin Theatre di Brighton.

## Teatro

### Stratford
Trascorso un anno lavorando in una compagnia di repertorio, nel 1950 ottenne la parte di Isabella nell'allestimento di Misura per misura di Peter Brook per la Shakespeare Memorial Company, (attualmente Royal Shakespeare Company) andato in scena a Stratford upon Avon, in cui recitò al fianco di John Gielgud (Angelo) e Harry Andrews (Vincentio).
Per i quattro anni successivi continuò a interpretare personaggi di primo piano delle opere di Shakespeare; Anna Bolena in Enrico VIII con Tyrone Guthrie e Calpurnia in Giulio Cesare con Anthony Quayle e Michael Langham nel 1950; Lady Percy in Enrico IV, parte I con John Kidd, Anthony Quayle e Michael Redgrave, Isabella in Enrico V con Richard Burton nel 1951; Desdemona in Otello con Anthony Quayle nel 1952; Rosalinda in Come vi piace e Lady Percy in Enrico IV, parte I nella tournée in Nuova Zelanda del 1953; Ippolita in Sogno di una notte di mezza estate, Kate in La bisbetica domata con Keith Michell ed Elena in Troilo e Cressida nel 1954.

### L'Old Vic
Dopo aver lasciato Stratford, insieme a Michael Redgrave interpretò La guerra di Troia non si farà di Giraudoux nei teatri del West End e a Broadway, prima di fare ritorno all'Old Vic. Qui interpretò molti altri ruoli: Porzia in Il mercante di Venezia, Imogene in Cimbelino, Beatrice in Molto rumore per nulla, Giulia in I due gentiluomini di Verona, Tamora in Tito Andronico, Lady Anna in Riccardo III, Viola in La dodicesima notte, la regina Margherita in Enrico VI, Isabella in Misura per misura, Regana in Re Lear, Rosalinda in Come vi piace. Nel 1978 interpretò Gertrude nell'allestimento di Amleto curato da Derek Jacobi.
Inoltre interpretò Beatrice in I Cenci di Shelley e Giovanna in Santa Giovanna di George Bernard Shaw, ripercorrendo le orme della sua maestra e amica Sybil Thorndike. Molte di queste produzioni furono portate in tournée anche negli Stati Uniti, in Unione Sovietica, in Medio oriente e in Europa continentale.

### Altre produzioni
Dopo queste esperienze la Jefford iniziò un periodo di collaborazione con l'Oxford Playhouse di Frank Hauser interpretando per la prima volta Antonio e Cleopatra, la Fedra di Racine e il personaggio di Lina in I fidanzati impossibili di Shaw, spettacolo che venne spostato al Criterion Theatre.
Tra gli altri allestimenti a cui la Jefford  partecipò nel West End si ricorda una Filumena Marturano di Eduardo De Filippo. Con la compagnia dell'Albery Theatre interpretò per la seconda volta Volumnia in Coriolano al fianco di Ralph Fiennes, in scena a Londra, New York e Tokyo. Nel 1976 prese parte al primo allestimento dell'Olivier Theatre, interpretando Zabina in Tamerlano il grande insieme ad Albert Finney.
Nel corso della sua lunga carriera interpretò più volte vari lavori di Shakespeare, affrontandoli di fatto tutti tranne quattro. L'ultimo di questi fu Riccardo III nell'allestimento di Michael Grandage con Kenneth Branagh del 2002 al Crucible Theatre di Sheffield, nel ruolo della Regina Margherita, per la seconda volta al fianco di Derek Jacobi.
Nel luglio 2007 interpretò la Sig.ra Higgins (la madre di Henry Higgins) nell'acclamato allestimento di Pigmalione di Shaw messo in scena dal regista Peter Hall per il Theatre Royal di Bath, spettacolo spostato all'Old Vic nel maggio dell'anno successivo.

## Cinema e televisione
La Jefford prese parte a numerosi sceneggiati televisivi della serie Play for Today, nonché a molte altre celebri serie della televisione britannica.
Partecipò anche ad alcuni film per il grande schermo. Il suo ruolo più importante fu quello di Molly Bloom in Ulysses (1967), per il quale fu candidata al premio BAFTA. Nel 1963, non accreditata, prestò la voce alla protagonista russa del film A 007, dalla Russia con amore (1963) della serie di James Bond, lavoro di doppiaggio che proseguì anche per altri film della serie come Agente 007 - Thunderball: Operazione tuono e Agente 007 - La spia che mi amava.
Di particolare importanza anche il ruolo avuto nel film E la nave va (1983) di Federico Fellini, nel quale interpretava il ruolo della cantante lirica Ildebranda Cuffari.

## Onorificenze
Nel 1965 fu decorata con il titolo di ufficiale dell'Ordine dell'Impero Britannico per i suoi meriti teatrali, diventando la più giovane ad aver ricevuto tale riconoscimento fino a quel momento.

## Filmografia parziale
- Sogno di una notte d'estate (Sen noci svatojanske), regia di Jiří Trnka (1959) (solo voce)
- A 007, dalla Russia con amore (From Russia with Love), regia di Terence Young (1963) (solo voce, non accreditata)
- Ulysses, regia di Joseph Strick (1967)
- Una lunga notte di guardia (The Bofors Gun), regia di Jack Gold (1968)
- A Midsummer Night's Dream, regia di Peter Hall (1968)
- L'uomo venuto dal Kremlino (The Shoes of the Fisherman), regia di Michael Anderson (1968)
- Mircalla, l'amante immortale (Lust for a Vampire), regia di Jimmy Sangster (1971)
- Gli ultimi dieci giorni di Hitler (Hitler: The Last Ten Days), regia di Ennio De Concini (1973)
- E la nave va, regia di Federico Fellini (1983)
- Claudia, regia di Anwar Kawadri (1985)
- L'amico ritrovato, regia di Jerry Schatzberg (1989)
- Quando vennero le balene (When the Wales Came), regia di Clive Rees (1989)
- Monteriano - Dove gli angeli non osano metter piede (Where Angels Fear to Tread), regia di Charles Sturridge (1991)
- Il Santo (The Saint), regia di Phillip Noyce (1997)
- La nona porta (The Ninth Gate) regia di Roman Polański (1999)
- L'ispettore Barnaby (Midsomer Murders) - serie TV, episodio 12x06 (2009)
- Il profondo mare azzurro (The Deep Blue Sea), regia di Terence Davies (2011)
- Philomena, regia di Stephen Frears (2013)

## Doppiatrici italiane
- Rita Savagnone in L'uomo venuto dal Kremlino, E la nave va (dialoghi), Philomena
- Marzia Ubaldi in Mircalla, l'amante immortale
- Paola Mannoni in Monteriano - Dove gli angeli non osano metter piede
- Mara Zampieri in E la nave va (canto)
- Miranda Bonansea in La nona porta
- Anna Teresa Eugeni in Il profondo mare azzurro

Da doppiatrice è sostituita da:
- Maria Pia Di Meo in A 007, dalla Russia con amore
- Valeria Valeri in Thunderball, operazione tuono
- Germana Dominici in La spia che mi amava